# David Henríquez (Fußballspieler, 1977)
David Andrés Henríquez Espinoza (* 12. Juni 1977 in San Miguel) ist ein ehemaliger chilenischer Fußballspieler. Der Innenverteidiger wurde neun Mal chilenischer Meister und spielte fünf Mal für die Nationalmannschaft Chiles. Mit der U-23 Chiles gewann Henríquez die Bronzemedaille bei den Olympischen Spielen 2000.

## Karriere

### Verein
David Henríquez debütierte 1995 im Alter von 17 Jahren beim CSD Colo-Colo im Pokalspiel gegen Everton. Schon zuvor in der Jugend gewann der Abwehrspieler drei Jugendmeisterschaften mit dem Klub. 1996 gewann Henríquez seine erste Meisterschaft im Profifußball. Nach Leihen zum SC Beira-Mar 2003 und Monarcas Morelia 2004 wurde Henríquez mit den Albos von der Apertura 2006 bis zur Clausura 2007 vier Mal chilenischer Meister in Folge. Besonders dabei war, dass der 1,79 m große Defensivspieler Kapitän dieser herausragenden Mannschaft war. Sein auslaufender Vertrag bei Colo-Colo wurde allerdings nach der letzten Meisterschaft nicht mehr verlängert und so ging er nach Mexiko zu Dorados de Sinaloa, für das er eineinhalb Jahre auflief. 2009 kam Henríquez zurück nach Chile und spielte für Konkurrent Universidad Católica. Der Wechsel war bei den Fans aufgrund seiner Vergangenheit bei den Albos sehr umstritten. Mit den Cruzados gewann Henríquez die Meisterschaft 2010. 2012 beendete Henríquez dort seine Karriere.

### Nationalmannschaft
Im Jahr 2000 konnte Henríquez mit der chilenischen Olympiaauswahl die Bronzemedaille bei den Olympischen Sommerspielen in Sydney sichern.
David Henríquez gab sein Debüt für A-Nationalmannschaft im April 2001 bei der 0:1-Niederlage im Freundschaftsspiel gegen Mexiko. Im Juli desselben Jahres wurde er für die Copa América 2001 von Trainer Pedro García Barros nominiert. Dabei wurde Henríquez bei den beiden Siegen in der Gruppenphase gegen Ecuador und Venezuela jeweils eingewechselt. Auch im Viertelfinale wurde Henríquez eingewechselt, konnte die Niederlage gegen Mexiko aber nicht verhindern. Das letzte Länderspiel absolvierte Henríquez im August 2003 beim 0:0-Unentschieden im Freundschaftsspiel gegen China.

## Politik
Für die Präsidentschaftswahl in Chile 2017 ließ sich David Henríquez als Kandidat für die Abgeordnetenkammer im Distrikt 12 von Santiago de Chile aufstellen und wurde von der Partei Partido Progresista unterstützt. Mit nur 1,6 % der Stimmen reichte es nicht zum Einzug in die Kammer.

## Erfolge
CSD Colo-Colo
- Chilenischer Meister (8): 1996, 1997-C, 1998, 2002-C, 2006-A, 2006-C, 2007-A, 2007-C
- Chilenischer Pokalsieger: 1996
- Finalist der Copa Sudamericana: 2006

Universidad Católica
- Chilenischer Meister: 2010
- Chilenischer Pokalsieger: 2011

Chile
- Olympische Spiele 2000: Bronze